# Bandera del Brabant Flamenc
La bandera de la província del Brabant Flamenc fou adoptada pel Consell Provincial el 17 de gener de 1995 i confirmada el 16 d'abril de 1996 per l'executiu de Flandes. El decret va ser signat per Luc Martens, ministre de Cultura, Família i Benestar Social.
El disseny mostra les armes de la província, formades per un lleó rampant taronja (o groc fosc) amb la llengua i urpes vermelles (armat) i l'escut de Lovaina al pit, capital de la província però també capital de l'antic ducat de Lotaríngia. sobre un camp de sable. Proporcions de 2:3.